# Иван Тулешков
Иван Давидов Тулешков е български офицер (генерал-майор) и политик от БЗНС, участник в Балканската (1912 – 1913) и Междусъюзническата война (1913), адютант на 3-та конна бригада през Първата световна война (1915 – 1918).

## Биография
Иван Тулешков е роден на 1 април или 14 август 1886 г. в Търново, Княжество България. През 1906 г. завършва Военното на Негово Княжеско Височество училище и по-късно Военната академия в София (от 1912). Служи в 10-и конен полк. През Първата световна война (1915 – 1918) капитан Тулешков служи като адютант на 3-та конна бригада, като на 14 октомври 1917 г. е произведен в чин майор. През септември 1918 г. е ранен тежко. За бойни отличия и заслуги във войната през 1918 г. е награден с Военен орден „За храброст“, IV степен, 2-ри клас, а през 1921 г. със заповед № 355 г. по Министерството на войната е награден с IV степен, 1-ви клас на същия орден. Записва се да учи в Юридическия факултет на Софийския университет, но не го завършва. След войната от 20 декември 1920 – 29 октомври 1923 е командир на 8-и жандармерийски конен полк. Допълнително е служил в 7-и конен полк. На 9 юни 1923 е уволнен от служба. Срещу него два пъти са направени опити за убийство от офицери от Военната лига. Организира бягството на затворените в Софийския затвор земеделски министри Александър Оббов, Христо Стоянов и Недялко Атанасов и емигрира заедно с тях в Югославия. Получава две задочни смъртни присъди.
В Белград е направен военен министър на Задграничното правителство на БЗНС. През 1940 г. след обща амнистия се завръща в България. Работи като чиновник в дирекция „Храноизнос“ във Великотърновско. Бил е председател на Върховния съд при Постоянното присъствие на БЗНС. След 9 септември 1944 г. влиза в българската армия и през 1945 г. е повишен в чин генерал-майор. Към февруари 1946 г. е офицер за поръчки към кабинета на министъра на войната. Уволнен от армията през 1947 г. Сътрудничи на сп. „Земя и труд“. Членува в Задграничното представителство на БЗНС и е подпредседател на Славянския комитет. Член е на УС на БЗНС и на ОФ. Работи в Българо-югославското дружество и в ЦК на СППФ. През 1948 г. излиза книгата му „Дейци на южнославянското единство“. 
Умира в София през октомври 1959 г. На 22 март 2021 г. е обявен за почетен граждани на Велико Търново.

## Военни звания
- Подпоручик (19 септември 1906)
- Поручик (22 септември 1909)
- Капитан (5 август 1913)
- Майор (14 октомври 1917)
- Подполковник (20 август 1920)
- Генерал-майор (1945)